# Luksemburg (stacja kolejowa)
Luksemburg – stacja kolejowa w mieście Luksemburg. Jest największą stacją kolejową Luksemburga. Przez stację od 10 czerwca 2007 przejeżdżają pociągi TGV.

## Modernizacja
Od 2006, pod naciskiem Ministerstwa Transportu, stacja Luksemburg przechodziła gruntowny remont części podziemnej, który do 2009 spowodował dodanie nowych sklepów, restauracji i kas w głównym holu, okna na platformach, nowych wind i nowego przejścia podziemnego. Do 2014 roku wybudowano również czteropiętrowy parking naziemny obok stacji, po dwie windy na peron, zmodernizowano instalacje elektryczne nad peronami oraz wybudowano szklany hol głównie dla pasażerów połączeń międzynarodowych. 